# 稲見萌寧
稲見 萌寧（いなみ もね、1999年7月29日 - ）は、東京都豊島区出身の日本の女子プロゴルファーである。所属は楽天グループ。2020年東京オリンピックのゴルフ競技で銀メダルを獲得した。
家族の勧めで9歳でゴルフを始める。中学入学前に千葉県の「北谷津ゴルフガーデン」の近隣に父と娘で引っ越しした。北谷津では篠崎紀夫に師事し、葭葉ルミ、吉田優利、西郷真央らが練習していた。

## アマチュア時代
アマチュア時代の主な成績として「関東小学生ゴルフ選手権」（2012年）、「関東中学校ゴルフ選手権春季大会」（2014年）、「東日本女子パブリックアマチュアゴルフ選手権」（2015年）、「愛顔つなぐえひめ国体（第72回国民体育大会）ゴルフ競技」（女子・個人＝2017年）をそれぞれ優勝している。またベスト8に終わった2015年の「日本女子アマチュアゴルフ選手権競技」では、予選ラウンド首位通過を果たしメダリストになっている。
アマチュア時代のプロの試合での主な成績として、「ヤマハレディースオープン葛城」（2015年）において日本女子プロゴルフ協会（JLPGA）ツアー初出場（予選落ち）。その後「中京テレビ・ブリヂストンレディスオープン」（2015年=10位タイ）、「ゴルフ5レディスプロゴルフトーナメント」（2015年=11位タイ）、「樋口久子三菱電機レディスゴルフトーナメント」（2016年=8位タイ、2017年=19位タイ）それぞれにおいてローアマチュアを獲得。また2016年の「ゴルフ5レディスプロゴルフトーナメント」初日の8番ホールでホールインワンを達成した。
2015年5月の「中京テレビ・ブリヂストンレディスオープン」から2017年10月の「樋口久子 三菱電機レディスゴルフトーナメント」まで、アマチュアとしてJLPGAツアー出場9試合連続予選通過を果たす。この記録は歴代4位タイとなる。
日本ウェルネス高等学校時代にJGAナショナルチーム入り（2016年前期・後期、2017年）しており、2016年「ネイバーズトロフィーチーム選手権」、同年「トヨタジュニアゴルフワールドカップ」に出場している。
その年の10月には、日本女子オープンに出場し47位タイだった。
高校卒業後の2018年にJLPGA最終プロテストに進出して初挑戦で合格（20位タイ）、JLPGA90期生となる。同年サードクォリファイングトーナメント（QT）A地区44位でファイナルに進めなかった。

## プロ戦績

### 2018年
2018年はレギュラーツアー3試合に出場しNEC軽井沢72ゴルフトーナメントの17位タイが最高位であった。

### 2019年
2019年より都築電気所属、シーズン開幕前から奥嶋誠昭に師事した。同年はQTランキング103位でスタートするも、僅か7試合のJLPGAツアー出場で「第1回リランキング」14位となり、同ツアー中盤戦の出場資格を得た。同年7月「センチュリー21レディスゴルフトーナメント」において同ツアー初優勝。最終的に年間獲得賞金ランキング13位となり、自身初のシード入りを果たす。また同年はパーオン率において歴代1位となる78.2079をマークした。同年12月日本ゴルフトーナメント振興協会（GTPA）「ルーキー・オブ・ザ・イヤー」を渋野日向子、河本結、原英莉花と共に受賞。さらにJLPGAアワード「新人賞」を受賞した。

### 2020年 - 2021年
2020年は新型コロナウイルスの影響のために開幕が遅れたため、2021年との合一シーズンとなり、同年10月のスタンレーレディスゴルフトーナメントに於いてペ・ソンウ（大韓民国）、淺井咲希（小杉CC）との巴戦プレーオフを制して1年3ヶ月ぶりのツアー2勝目を挙げた。
2021年はシーズン再開第2戦の明治安田生命レディス ヨコハマタイヤゴルフトーナメントにて3日目に首位に立ち、最終日に強風の影響でスコアを落として永井花奈（デンソー）とのプレーオフに持ち込まれる展開になるも、サドンデスプレーオフの3ホール目で永井がボギーとした後にパーをセーブして優勝を決め、ツアー3勝目を挙げた。さらにその2週間後のヤマハレディースオープン葛城では決勝ラウンドの2日間を66で回り、首位から3打差でスタートした最終日には3日間首位を行っていた山下美夢有（加賀電子）を18番ホールのバーディーでひっくり返して通算12アンダーで逆転優勝、トーナメントレコードを更新するおまけ付きでツアー4勝目を挙げた。続く富士フイルム・スタジオアリス女子オープンでは最終日に小祝さくら、岡山絵里（共にニトリ所属）との首位争いから5アンダーで並んだ小祝とのプレーオフになり、プレーオフ2ホール目でロングパットのバーディーを決めて小祝を振り切り自身初となる二週連続優勝でのツアー5勝目を挙げた。その後、2週間後のフジサンケイレディスクラシックでは1打差の2位で出た最終日に安定したゴルフを展開、2位の山下美夢有に3打差をつける通算12アンダーでツアー6勝目を挙げた。フジサンケイレディスの3週間後の中京テレビ・ブリヂストンレディスオープンでは悪天候で2日間競技となった初日にJLPGAツアー最多となる1ラウンド13バーディーを奪取し、18ホール最小ストローク数「61」とツアータイ記録となる11アンダーのスコアを叩き出して首位に立つと、最終日も安定したゴルフで15アンダーまで伸ばして2位以下を大きく引き離すツアー7勝目（シーズン6勝目）を挙げた。わずか数ヶ月で世界ランキングを大幅に上昇させて6月28日時点で日本選手2番手となる27位となり、東京オリンピックゴルフ日本代表選手に決定した。
東京オリンピック終了後のツアーでは8月下旬のニトリレディスゴルフトーナメント最終日に首位から3打差でスタートし、67のスコアを出してトーナメントレコードとなる16アンダーで逆転優勝を飾り、ツアー通算8勝目を挙げた。またこの勝利は2020/21シーズンの7勝目でもあり、1シーズン7勝以上は不動裕理、イ・ボミ、鈴木愛に次いで史上4人目となる壮挙となった。更に9月の第54回日本女子プロゴルフ選手権大会では最終日に64で回り、3日目と最終日だけで15アンダーを叩き出す隙のないゴルフを見せ、終わってみればトーナメントレコードの19アンダーで圧勝すると共に国内メジャー大会初制覇。そしてシーズン8勝は2003年の不動裕理以来となる記録ずくめの優勝となった。日本女子プロの後はシーズンの疲労もあり腰痛を発症するなどして勝ち星から遠ざかったが、そんな中で11月の伊藤園レディスゴルフトーナメントでは2日目に首位に立つと最終日は17アンダーまでスコアを伸ばして2位に9打差をつける圧巻ぶりで日本人選手史上2人目となるシーズン9勝（年間8勝）を挙げると共にツアー通算勝ち星を10勝目とし、宮里藍の20歳105日に次ぐ22歳108日での年少2位での2桁勝利到達を果たした。同シーズンは計52試合開催ではあったが、年間獲得賞金は2億5519万2049円で、2015年のイ・ボミ（大韓民国）の2億3049万7057円を更新して史上最高額で賞金女王に輝く。22歳122日での賞金女王は、2007年の上田桃子の21歳156日に続く史上2番目の年少記録。

#### 東京オリンピック2020
2021年8月3日から開催された東京オリンピック2020女子ゴルフ（霞ヶ関カンツリー倶楽部 Par71）では、初日70で16位タイの後、2日目65の好スコアで首位ネリー・コルダ（アメリカ合衆国）と6打差の6位タイ、3日目は68で3位タイに浮上、首位コルダとの差も5打差に縮め、最終日首位を猛追、17番ホール終了時点で首位コルダに一旦は並んだものの、18番で2打目をグリーン手前バンカーに打ち込み同ホールボギーとし同日65、通算-16（70-65-68-65）で終了。次の組で周ったコルダがパーだったため、リディア・コ（ニュージーランド）と並ぶ2位タイとなった。このため大会競技規定によりリディア・コとの順位決定プレーオフとなった。プレーオフでは稲見が最初の18番ホールをパーとした後、コがパーパットを外し、日本人選手として男女通じ初のオリンピックのゴルフ競技メダルとなる銀メダルを獲得した。これにより日本女子プロゴルフ協会よりメダル報奨金として1000万円が贈られると共に5年間のJLPGAツアーシード権（2022年から10年以内に行使可能）が与えられることとなった。

### 2022年
2月22日、楽天と所属契約を結んだことを発表した。また3月13日に日本ウェルネススポーツ大学を卒業した。2022年シーズン開幕後は昨季終盤に発症した腰痛の影響などもあり、状態が一向に上がらず出遅れる形となっていたが、5月半ば過ぎから復調の兆しを見せ始めて今季14戦目のリシャール・ミル ヨネックスレディスゴルフトーナメントで初日から首位に立って3日間守り通して自身初となるトーナメント完全優勝で今季初勝利となるツアー通算11勝目を挙げた。ヨネックスでの1勝の後、調子が定まらない状況が続いたが、プロ通算100試合目となったニトリレディスで最終日に逆転勝ちし、今季2勝目となるツアー通算12勝目を挙げた。

### 2023年
シーズン開幕戦の「ダイキンオーキッドレディス」2日目（3月3日）に史上4人目となるパー4でのイーグル2を記録し、2位に入って良い滑り出しと思われたがその後は好不調の波に苦しみ、勝ち星から遠ざかる状況が続いた。その中で11月のLPGA・JLPGA共催の「TOTOジャパンクラシック」を迎え、最終日1打差3位の状況から最終組でプレーし、17番ホールのバーディーで抜け出して69で纏め、桑木志帆、ペ・ソンウを1打差で振り切りUSLPGAツアー初優勝というおまけつきで約1年2か月ぶりとなるプロ13回目の優勝を果たした。また「TOTOジャパンクラシック」優勝によりUSLPGAツアー出場選手登録の権利が生じた。このため、稲見は帯同チームとの協議を経て来季（2024年シーズン）からのUSLPGAツアー参加を決意し、11月9日に発表した。

## プロフィール
- 出身：東京都豊島区。
- 家族：父・母の3人。
- コーチ：柳橋章徳
- 所属：楽天グループ
- スポンサー：日本生命
- スポンサー：POKKA SAPPORO
- スポンサー：エアウィーヴ
- サポート：都築電気
- 用具：フリー＃ボールブリヂストン＃シューズニューバランス
- ウェア：ニューバランス

## トーナメント優勝

### ツアー優勝

#### LPGAツアー（1）
| No. | Date          | Tournament             | スコア                 | 2位との差 | 2位（タイ）         |
| --- | ------------- | ---------------------- | ---------------------- | --------- | ------------------- |
| 1   | 2023年11月5日 | TOTOジャパンクラシック | −22（64-68-65-69=266） | 1打差     | 桑木志帆 ペ・ソンウ |

#### JLPGAツアー（12）
| 勝数         |
| メジャー (1) |
| ツアー (11)  |

| No. | Date           | Tournament                                            | スコア                 | 2位との差  | 2位（タイ）                  |
| --- | -------------- | ----------------------------------------------------- | ---------------------- | ---------- | ---------------------------- |
| 1   | 2019年7月28日  | センチュリー21レディスゴルフトーナメント              | −9（68-69-70=207）     | 1打差      | 青木瀬令奈 イ・ナリ          |
| 2   | 2020年10月11日 | スタンレーレディスゴルフトーナメント                  | −5（72-67=139）        | プレーオフ | 淺井咲希 ペ・ソンウ          |
| 3   | 2021年3月14日  | 明治安田生命レディス ヨコハマタイヤゴルフトーナメント | −6（68-66-76=210）     | プレーオフ | 永井花奈                     |
| 4   | 2021年4月4日   | ヤマハレディースオープン葛城                          | −12（70-74-66-66=276） | 1打差      | 山下美夢有                   |
| 5   | 2021年4月11日  | 富士フイルム・スタジオアリス女子オープン              | −5（72-69-70=211）     | プレーオフ | 小祝さくら                   |
| 6   | 2021年4月25日  | フジサンケイレディスクラシック                        | −12（67-67-67=201）    | 3打差      | 山下美夢有                   |
| 7   | 2021年5月23日  | 中京テレビ・ブリヂストンレディスオープン              | −15（61-68=129）       | 6打差      | 大里桃子                     |
| 8   | 2021年8月29日  | ニトリレディスゴルフトーナメント                      | −16（70-66-71-67=274） | 1打差      | 全美貞                       |
| 9   | 2021年9月12日  | 日本女子プロゴルフ選手権大会                          | −19（70-70-65-64=269） | 4打差      | 西郷真央                     |
| 10  | 2021年11月14日 | 伊藤園レディスゴルフトーナメント                      | −17（70-64-65=199）    | 9打差      | 西郷真央 金澤志奈            |
| 11  | 2022年6月5日   | リシャール・ミル ヨネックスレディスゴルフトーナメント | −7（69-69-71=209）     | 2打差      | 藤田さいき 岩井千怜          |
| 12  | 2022年8月28日  | ニトリレディスゴルフトーナメント                      | −9（69-72-68-70=279）  | 2打差      | 上田桃子 西村優菜 山下美夢有 |

## JLPGA年間順位
| 年度    | 出場試合数 | メルセデス ランキング | 獲得賞金            | 平均 ストローク数 | 優勝回数 | 備考                             |
| ------- | ---------- | --------------------- | ------------------- | ----------------- | -------- | -------------------------------- |
| 2018    | 3試合      | 17pt（134位）         | ¥1,904,000（119位） | 70.4286（--位）   | 0回      |                                  |
| 2019    | 27試合     | 296.5pt（18位）       | ¥71,873,338（13位） | 70.9805（7位）    | 1回      | 初シード権獲得                   |
| 2020-21 | 45試合     | 3841.6pt（2位）       | ¥255,192,049（1位） | 70.0514（1位）    | 9回      | 賞金女王 2シーズン連続シード獲得 |
| 2022    | 38試合     | 2226.19pt（3位）      | ¥139,402,087 (3位)  | 70.3327（2位）    | 2回      | 3年連続シード獲得                |
| 2023    | 33試合     | 1,153.90pt （16位）   | ¥88,913,694（9位）  | 70.7932（13位）   | 7回      | 4年齢要件シード獲得              |

## 出演

### CM
- ポッカサッポロフード&ビバレッジ「まいにちが、わたしになっていく。」（2022年1月2日 - ）[44]